# Frédéric Marcelin
 (avril 2024).
 (avril 2024).
Si vous disposez d'ouvrages ou d'articles de référence ou si vous connaissez des sites web de qualité traitant du thème abordé ici, merci de compléter l'article en donnant les références utiles à sa vérifiabilité et en les liant à la section « Notes et références ».
Pour les articles homonymes, voir Marcelin.
Frédéric Marcelin (Port-au-Prince, 11 janvier 1848 - Paris 17e, 10 janvier 1917) est un romancier, essayiste, journaliste, homme politique et diplomate haïtien. Avec Fernand Hibbert, Justin Lhérisson et Antoine Innocent, il est considéré comme l’un des « pères » du roman haïtien.

## Biographie
Frédéric Marcelin est né le 14 janvier 1848 au sein d'une famille commerçante aisée de Port-au-Prince. À l'âge de 12 ans, ses parents l'envoient à Paris. Il rentre à Haïti poursuivre ses études classiques.
En 1867, il est nommé secrétaire à la Légation d'Haïti à Washington aux États-Unis.
En 1874, il est élu député à l'Assemblée Nationale haïtienne. Il est réélu en 1882. Entre-temps il vit entre Haïti et Paris.
Sous la présidence d'Hippolyte, il dirige le département des finances de 1892 à 1894.
En 1895, il s'installe en France.
En 1905, il revient à Haïti et fonde la revue Haïti littéraire et sociale. Il est renommé à la tête du département des finances jusqu'en 1908. Cette année-là, il repart en France où il mourra en 1917 et y sera enterré.

## Œuvres

### Romans
- Thémistocle Épaminondas Labasterre, Paris, P. Ollendorff / Société d'éditions littéraires et artistiques, 1901. Rééditions : Port-au-Prince, Éditions Fardin, 1976, 1982, 1999 ; Port-au-Prince, Presses nationales d'Haïti, 2005.
- La Vengeance de Mama, Paris, Société d'éditions littéraires et artistiques, 1902. Rééditions : Port-au-Prince, Éditions Fardin, 1974, 1997.
- Marilisse, Paris, Société d'éditions littéraires et artistiques, 1903. Rééditions : Port-au-Prince, Éditions Fardin, 1993 ; Port-au-Prince, Presses nationales d'Haïti, 2005.
- La Confession de Bazoutte, Paris, Société d'éditions littéraires et artistiques, Paris, 1909.

### Essais
- Ducasse-Hippolyte : son époque, ses œuvres. Le Havre : A. Lemale, 1878.
- La Politique ; articles de journaux, discours à la chambre. Paris : Kugelmann, 1887.
- Sous l'Empire. Paris : Victor-Havard, 1889.
- La Banque nationale d'Haïti : une page d'histoire. Paris : Impr. Kugelmann, 1890 ; Port-au-Prince : Fardin, 1985.
- Questions haïtiennes. Paris : J. Kugelmann, 1891.
- Rapports au Président de la République et au Conseil des secrétaires d'État (par Frédéric Marcelin, le Secrétaire d'État au Département des Finances et du Commerce) :
- Le Département des Finances & du Commerce d'Haïti, 1892-1894. (1re partie). Paris, 1895.
- Les Chambres législatives d'Haïti, 1892-1894. (deuxième partie). Paris : Impr. Kugelmann, 1896.
- Haïti et sa Banque nationale. (troisième partie). Paris : Impr. Kugelmann, 1896.
- Choses haïtiennes : politique et littérature. Paris : P. Taillefer / Kugelmann, 1896.
- Nos Douanes (Haïti). Paris : Impr. Kugelmann, 1896.
- Haïti et l'indemnité française. Paris : Impr. Kugelmann, 1897.
- Une Évolution nécessaire. Paris : P. Taillefer / Impr. Kugelmann, 1898.
- L'haleine du centenaire... (Hommage à l'Association du centenaire.) Paris : Taillefer, 1901.
- Le Passé; impressions haïtiennes. Paris : Impr. Kugelmann, 1902.
- Autour de deux romans. Paris : Impr. Kugelmann, 1903 ; rééditions Port-au-Prince : Fardin, 1984.
- Le Général Nord Alexis, 1905[-1908]. Paris : Impr. Kugelmann, 1909.
- Bric-à-brac. Paris : Impr. Kugelmann, 1910.
- Erreur et vérité ; au corps législatif d'Haïti. Paris : Impr. Kugelmann, 1910.
- Finances d'Haïti : emprunt nouveau, même banque. Paris : Impr. Kugelmann, 1911.
- Au Gré du souvenir. Paris : Augustin Challamel, 1913 ; Port-au-Prince : Fardin, 1975.
- Propos d'un haïtien. Paris : Kugelmann, 1915.